# Piłka nożna na Letnich Igrzyskach Olimpijskich 2012 – turniej mężczyzn (składy)
W tym artykule znajdują się pełne składy wszystkich narodowych reprezentacji piłkarskich, które wzięły udział w Letnich Igrzyskach Olimpijskich 2012.
Ujęte zostały następujące dane:
- Numer
- Pozycja (BR – bramkarz, OB – obrońca, PO – pomocnik, NA – napastnik)
- Imię i nazwisko
- Data urodzenia wraz z wiekiem[a]
- Klub[b]
- Kapitanowie oznaczeni symbolem
- Trenerzy

## Grupa A

### Wielka Brytania
Trener:  Stuart Pearce
| Numer | Pozycja | Imię i nazwisko  | Data urodzenia         | Klub                      |
| ----- | ------- | ---------------- | ---------------------- | ------------------------- |
| 1     | BR      | Jack Butland     | 10 marca 1993 (19)     | Birmingham City F.C.      |
| 2     | OB      | Neil Taylor      | 7 lutego 1989 (23)     | Swansea City A.F.C.       |
| 3     | OB      | Ryan Bertrand    | 5 sierpnia 1989 (22)   | Chelsea F.C.              |
| 4     | OB      | Danny Rose       | 2 lipca 1990 (22)      | Tottenham Hotspur F.C.    |
| 5     | OB      | Steven Caulker   | 29 grudnia 1991 (20)   | Swansea City A.F.C.       |
| 6     | OB      | Craig Dawson     | 6 maja 1990 (22)       | West Bromwich Albion F.C. |
| 7     | PO      | Tom Cleverley    | 12 sierpnia 1989 (22)  | Manchester United F.C.    |
| 8     | PO      | Joe Allen        | 14 marca 1990 (22)     | Swansea City A.F.C.       |
| 9     | NA      | Daniel Sturridge | 1 września 1989 (22)   | Chelsea F.C.              |
| 10    | NA      | Craig Bellamy    | 13 lipca 1979 (32)     | Manchester City F.C.      |
| 11    | PO      | Ryan Giggs       | 29 listopada 1973 (38) | Manchester United F.C.    |
| 12    | OB      | James Tomkins    | 29 marca 1989 (23)     | West Ham United F.C.      |
| 13    | PO      | Jack Cork        | 25 czerwca 1989 (23)   | Chelsea F.C.              |
| 14    | OB      | Micah Richards   | 24 czerwca 1988 (24)   | Manchester City F.C.      |
| 15    | PO      | Aaron Ramsey     | 26 grudnia 1990 (21)   | Arsenal F.C.              |
| 16    | NA      | Scott Sinclair   | 25 marca 1989 (23)     | Swansea City A.F.C.       |
| 17    | NA      | Marvin Sordell   | 17 lutego 1991 (21)    | Watford F.C.              |
| 18    | BR      | Jason Steele     | 18 sierpnia 1990 (21)  | Middlesbrough F.C.        |

### Senegal
Trener:  Joseph Koto
| Numer | Pozycja | Imię i nazwisko  | Data urodzenia           | Klub                 |
| ----- | ------- | ---------------- | ------------------------ | -------------------- |
| 1     | BR      | Ousmane Mané     | 1 października 1990 (21) | Diambars FC          |
| 2     | OB      | Saliou Ciss      | 15 września 1989 (22)    | Tromsø IL            |
| 3     | PO      | Ibrahima Seck    | 10 sierpnia 1989 (22)    | SAS Épinal           |
| 4     | OB      | Abdoulaye Ba     | 1 stycznia 1991 (21)     | FC Porto             |
| 5     | OB      | Papa Gueye       | 7 czerwca 1984 (28)      | Metalist Charków     |
| 6     | PO      | Zargo Touré      | 11 listopada 1989 (22)   | Le Havre AC          |
| 7     | PO      | Moussa Konaté    | 3 kwietnia 1993 (19)     | Maccabi Tel Awiw     |
| 8     | PO      | Cheikhou Kouyaté | 21 grudnia 1989 (22)     | RSC Anderlecht       |
| 9     | OB      | Serigne Mbodj    | 11 listopada 1989 (22)   | Tromsø IL            |
| 10    | PO      | Sadio Mané       | 10 kwietnia 1992 (20)    | FC Metz              |
| 11    | NA      | Kalidou Yero     | 19 sierpnia 1991 (20)    | Gil Vicente          |
| 12    | NA      | Ibrahima Baldé   | 4 kwietnia 1989 (23)     | Kubań Krasnodar      |
| 13    | PO      | Momo Diamé       | 14 czerwca 1987 (25)     | West Ham United F.C. |
| 14    | PO      | Idrissa Gueye    | 26 września 1989 (22)    | Lille OSC            |
| 15    | NA      | Magaye Gueye     | 6 lipca 1990 (22)        | Everton F.C.         |
| 16    | OB      | Pape Souaré      | 6 czerwca 1990 (22)      | Lille OSC            |
| 17    | PO      | Stéphane Badji   | 18 stycznia 1990 (22)    | Sogndal Fotball      |
| 18    | BR      | Pape Camara      | 16 stycznia 1993 (19)    | FC Sochaux           |

### Zjednoczone Emiraty Arabskie
Trener:  Mahdi Ali
| Numer | Pozycja | Imię i nazwisko    | Data urodzenia           | Klub                 |
| ----- | ------- | ------------------ | ------------------------ | -------------------- |
| 1     | BR      | Ali Khasif         | 9 czerwca 1987 (25)      | Al Jazira SCC        |
| 2     | OB      | Saad Surour        | 19 lipca 1990 (22)       | Shabab Al-Ahli Dubaj |
| 3     | OB      | Abdulaziz Hussain  | 10 września 1990 (21)    | Ash-Shabab Dubaj     |
| 4     | OB      | Mohamed Ahmad      | 16 kwietnia 1989 (23)    | Ash-Shabab Dubaj     |
| 5     | OB      | Amer Abdulrahman   | 3 lipca 1989 (23)        | Baniyas SC           |
| 6     | OB      | Ali Salem Al Ameri | 7 stycznia 1989 (23)     | Al Jazira SCC        |
| 7     | NA      | Ismail Al Hammadi  | 1 lipca 1988 (24)        | Shabab Al-Ahli Dubaj |
| 8     | OB      | Hamdan Al Kamali   | 2 maja 1989 (23)         | Al-Wahda Abu Zabi    |
| 9     | PO      | Ahmed Ali Alebri   | 28 stycznia 1990 (22)    | Baniyas SC           |
| 10    | NA      | Ismail Matar       | 7 kwietnia 1983 (29)     | Al-Wahda Abu Zabi    |
| 11    | NA      | Ahmed Khalil       | 8 czerwca 1991 (21)      | Shabab Al-Ahli Dubaj |
| 12    | PO      | Habib Al-Fardan    | 11 listopada 1990 (21)   | Al-Nasr Dubaj        |
| 13    | PO      | Khamis Esmaeel     | 16 sierpnia 1989 (22)    | Emirates Club        |
| 14    | OB      | Abdelaziz Sanqour  | 7 maja 1989 (23)         | Nadi asz-Szarika     |
| 15    | PO      | Omar Abdulrahman   | 26 grudnia 1990 (21)     | Al-Ain FC            |
| 16    | PO      | Rashed Eisa        | 24 sierpnia 1990 (21)    | Al-Wasl Dubaj        |
| 17    | OB      | Mohamed Fawzi      | 22 lutego 1990 (22)      | Baniyas SC           |
| 18    | BR      | Khalid Eisa        | 15 września 1989 (22)    | Al Jazira SCC        |
| 19    | NA      | Ali Mabkhout       | 5 października 1990 (21) | Al Jazira SCC        |

### Urugwaj
Trener:  Óscar Tabárez
| Numer | Pozycja | Imię i nazwisko        | Data urodzenia           | Klub              |
| ----- | ------- | ---------------------- | ------------------------ | ----------------- |
| 1     | BR      | Martín Campaña         | 29 maja 1989 (23)        | Cerro Largo FC    |
| 2     | OB      | Ramón Arias            | 27 lipca 1992 (19)       | Defensor Sporting |
| 3     | OB      | Diego Polenta          | 6 lutego 1992 (20)       | Genoa CFC         |
| 4     | OB      | Sebastián Coates       | 7 października 1990 (21) | Liverpool F.C.    |
| 5     | OB      | Emiliano Albín         | 24 stycznia 1989 (23)    | CA Peñarol        |
| 6     | OB      | Alexis Rolín           | 7 lutego 1989 (23)       | Club Nacional     |
| 7     | PO      | Edinson Cavani         | 14 lutego 1987 (25)      | SSC Napoli        |
| 8     | PO      | Maximiliano Calzada    | 21 kwietnia 1990 (22)    | Club Nacional     |
| 9     | NA      | Luis Suárez            | 24 stycznia 1987 (25)    | Liverpool F.C.    |
| 10    | NA      | Gastón Ramírez         | 2 grudnia 1990 (21)      | Bologna FC        |
| 11    | PO      | Abel Hernández         | 8 sierpnia 1990 (21)     | Palermo FC        |
| 12    | OB      | Jonathan Urretaviscaya | 19 marca 1990 (22)       | Vitória Guimarães |
| 13    | PO      | Matías Aguirregaray    | 1 kwietnia 1989 (23)     | Palermo FC        |
| 14    | OB      | Nicolás Lodeiro        | 21 marca 1989 (23)       | Ajax Amsterdam    |
| 15    | PO      | Diego Rodríguez        | 4 września 1989 (22)     | Defensor Sporting |
| 16    | NA      | Tabaré Viúdez          | 8 września 1989 (22)     | Club Nacional     |
| 17    | NA      | Egidio Arévalo Ríos    | 1 stycznia 1982 (30)     | Palermo FC        |
| 18    | BR      | Leandro Gelpi          | 27 lutego 1991 (21)      | CA Peñarol        |

## Grupa B

### Meksyk
Trener:  Luis Fernando Tena
| Numer | Pozycja | Imię i nazwisko    | Data urodzenia         | Klub                   |
| ----- | ------- | ------------------ | ---------------------- | ---------------------- |
| 1     | BR      | José Corona        | 26 stycznia 1981 (31)  | Cruz Azul              |
| 2     | OB      | Israel Jiménez     | 13 sierpnia 1989 (22)  | Tigres UANL            |
| 3     | OB      | Carlos Salcido     | 2 kwietnia 1980 (32)   | Tigres UANL            |
| 4     | OB      | Hiram Mier         | 25 sierpnia 1989 (22)  | CF Monterrey           |
| 5     | OB      | Dárvin Chávez      | 21 listopada 1989 (22) | CF Monterrey           |
| 6     | PO      | Héctor Herrera     | 19 kwietnia 1990 (22)  | CF Pachuca             |
| 7     | NA      | Javier Cortés      | 20 lipca 1989 (23)     | Pumas UNAM             |
| 8     | NA      | Marco Fabián       | 21 lipca 1989 (23)     | Chivas de Guadalajara  |
| 9     | NA      | Oribe Peralta      | 12 stycznia 1984 (28)  | Santos Laguna          |
| 10    | NA      | Giovani dos Santos | 11 maja 1989 (23)      | Tottenham Hotspur F.C. |
| 11    | PO      | Javier Aquino      | 11 lutego 1990 (22)    | Cruz Azul              |
| 12    | NA      | Raúl Jiménez       | 5 maja 1991 (21)       | Club América           |
| 13    | OB      | Diego Reyes        | 19 września 1992 (19)  | Club América           |
| 14    | PO      | Jorge Enríquez     | 8 stycznia 1991 (21)   | Chivas de Guadalajara  |
| 15    | PO      | Néstor Vidrio      | 22 marca 1989 (23)     | CF Pachuca             |
| 16    | OB      | Miguel Ponce       | 12 kwietnia 1989 (23)  | Chivas de Guadalajara  |
| 17    | OB      | Néstor Araujo      | 29 sierpnia 1991 (20)  | Cruz Azul              |
| 20    | BR      | José Rodríguez     | 4 lipca 1992 (20)      | Chivas de Guadalajara  |

### Korea Południowa
Trener:  Hong Myung-bo
| Numer | Pozycja | Imię i nazwisko | Data urodzenia           | Klub                    |
| ----- | ------- | --------------- | ------------------------ | ----------------------- |
| 1     | BR      | Jung Sung-ryong | 4 stycznia 1985 (27)     | Suwon Samsung Bluewings |
| 2     | OB      | Oh Jae-suk      | 4 stycznia 1990 (22)     | Busan IPark             |
| 3     | OB      | Yun Suk-young   | 13 lutego 1990 (22)      | Jeonnam Dragons         |
| 4     | OB      | Kim Young-gwon  | 27 lutego 1990 (22)      | Guangzhou Evergrande    |
| 5     | OB      | Kim Kee-Hee     | 13 lipca 1989 (23)       | Daegu FC                |
| 6     | PO      | Ki Sung-yong    | 24 stycznia 1989 (23)    | Celtic F.C.             |
| 7     | PO      | Kim Bo-kyung    | 6 października 1989 (22) | Cerezo Osaka            |
| 8     | NA      | Baek Sung-dong  | 13 sierpnia 1991 (20)    | Júbilo Iwata            |
| 9     | NA      | Ji Dong-won     | 28 maja 1991 (21)        | Sunderland A.F.C.       |
| 10    | NA      | Park Chu-young  | 10 lipca 1985 (27)       | Arsenal F.C.            |
| 11    | PO      | Nam Tae-hee     | 3 lipca 1991 (21)        | Al-Duhail SC            |
| 12    | OB      | Hwang Seok-ho   | 27 czerwca 1989 (23)     | Sanfrecce Hiroshima     |
| 13    | PO      | Koo Ja-cheol    | 27 lutego 1989 (23)      | FC Augsburg             |
| 14    | OB      | Kim Chang-soo   | 12 września 1985 (26)    | Busan IPark             |
| 15    | PO      | Park Jong-woo   | 10 marca 1989 (23)       | Busan IPark             |
| 16    | PO      | Jung Woo-young  | 14 grudnia 1989 (22)     | Kyoto Sanga F.C.        |
| 17    | NA      | Kim Hyun-sung   | 27 września 1989 (22)    | FC Seoul                |
| 18    | BR      | Lee Bum-young   | 2 kwietnia 1989 (23)     | Busan IPark             |

### Gabon
Trener:  Claude Albert Mbourounot
| Numer | Pozycja | Imię i nazwisko           | Data urodzenia         | Klub                 |
| ----- | ------- | ------------------------- | ---------------------- | -------------------- |
| 1     | BR      | Didier Ovono              | 23 stycznia 1983 (29)  | Le Mans FC           |
| 2     | OB      | Muller Dinda              | 22 września 1995 (16)  | Cercle Mbéri Sportif |
| 3     | OB      | Stévy Nzambé              | 4 września 1991 (20)   | Olympique Marsylia   |
| 4     | PO      | Franck Engonga Obame      | 26 lipca 1993 (19)     | USM Libreville       |
| 5     | OB      | Bruno Ecuele Manga        | 16 lipca 1988 (24)     | FC Lorient           |
| 6     | OB      | Rémy Ebanega              | 17 listopada 1989 (22) | AJ Auxerre           |
| 7     | NA      | Allen Nono                | 15 sierpnia 1992 (19)  | USM Libreville       |
| 8     | PO      | Alexander N'Doumbou       | 4 stycznia 1992 (20)   | Olympique Marsylia   |
| 9     | NA      | Pierre-Emerick Aubameyang | 18 czerwca 1989 (23)   | AS Saint-Étienne     |
| 10    | PO      | Lévy Madinda              | 11 czerwca 1992 (20)   | Celta Vigo B         |
| 11    | NA      | Axel Méyé                 | 6 czerwca 1995 (17)    | US Bitam             |
| 12    | PO      | Merlin Tandjigora         | 6 kwietnia 1990 (22)   | USJA Carquefou       |
| 13    | NA      | Cédric Boussoughou        | 20 lipca 1991 (21)     | AS Mangasport        |
| 14    | PO      | André Biyogo Poko         | 1 stycznia 1993 (19)   | Girondins Bordeaux   |
| 15    | OB      | Henri Ndong               | 23 sierpnia 1992 (19)  | AJ Auxerre           |
| 16    | PO      | Emmanuel Ndong            | 4 maja 1992 (20)       | Sogéa Libreville     |
| 17    | PO      | Jerry Obiang              | 10 czerwca 1992 (20)   | Sogéa Libreville     |
| 18    | BR      | Anthony Mfa Mezui         | 7 marca 1991 (21)      | FC Metz              |
| 21    | PO      | Samson Mbingui            | 9 lutego 1992 (20)     | AS Mangasport        |

### Szwajcaria
Trener:  Pierluigi Tami
| Numer | Pozycja | Imię i nazwisko     | Data urodzenia        | Klub                    |
| ----- | ------- | ------------------- | --------------------- | ----------------------- |
| 1     | BR      | Diego Benaglio      | 8 września 1983 (28)  | VfL Wolfsburg           |
| 2     | PO      | Xavier Hochstrasser | 1 lipca 1988 (24)     | FC Luzern               |
| 3     | OB      | Fabio Daprelà       | 19 lutego 1991 (21)   | Brescia Calcio          |
| 4     | PO      | Oliver Buff         | 3 sierpnia 1992 (19)  | FC Zürich               |
| 5     | OB      | François Affolter   | 13 marca 1991 (21)    | Werder Brema            |
| 6     | PO      | Alain Wiss          | 21 sierpnia 1990 (21) | FC Luzern               |
| 7     | NA      | Innocent Emeghara   | 27 maja 1989 (23)     | FC Lorient              |
| 8     | PO      | Amir Abrashi        | 27 marca 1990 (22)    | Grasshopper Club Zürich |
| 9     | PO      | Fabian Frei         | 8 stycznia 1989 (23)  | FC Basel                |
| 10    | PO      | Pajtim Kasami       | 2 czerwca 1992 (20)   | Fulham F.C.             |
| 11    | NA      | Admir Mehmedi       | 16 marca 1991 (21)    | Dynamo Kijów            |
| 12    | NA      | Josip Drmić         | 8 sierpnia 1992 (19)  | FC Zürich               |
| 13    | OB      | Ricardo Rodríguez   | 25 sierpnia 1992 (19) | VfL Wolfsburg           |
| 14    | PO      | Steven Zuber        | 17 sierpnia 1991 (20) | Grasshopper Club Zürich |
| 15    | OB      | Timm Klose          | 9 maja 1988 (24)      | 1. FC Nürnberg          |
| 16    | OB      | Fabian Schär        | 20 grudnia 1991 (20)  | FC Basel                |
| 17    | OB      | Michel Morganella   | 17 maja 1989 (23)     | Palermo FC              |
| 18    | BR      | Benjamin Siegrist   | 31 stycznia 1992 (20) | Aston Villa F.C. B      |

## Grupa C

### Brazylia
Trener:  Mano Menezes
| Numer | Pozycja | Imię i nazwisko | Data urodzenia            | Klub                     |
| ----- | ------- | --------------- | ------------------------- | ------------------------ |
| 1     | BR      | Gabriel         | 27 września 1992 (19)     | A.C. Milan               |
| 2     | OB      | Rafael          | 9 lipca 1990 (20)         | Manchester United F.C.   |
| 3     | OB      | Thiago Silva    | 22 września 1984 (27)     | Paris Saint-Germain F.C. |
| 4     | OB      | Juan Jesus      | 10 czerwca 1991 (21)      | Inter Mediolan           |
| 5     | PO      | Sandro          | 15 marca 1989 (23)        | Tottenham Hotspur F.C.   |
| 6     | OB      | Marcelo         | 12 maja 1988 (24)         | Real Madryt              |
| 7     | PO      | Lucas Moura     | 27 maja 1989 (23)         | São Paulo FC             |
| 8     | PO      | Rômulo          | 19 września 1990 (21)     | Spartak Moskwa           |
| 9     | NA      | Leandro Damião  | 22 lipca 1989 (23)        | SC Internacional         |
| 10    | PO      | Oscar           | 9 września 1991 (20)      | Chelsea F.C.             |
| 11    | NA      | Neymar          | 5 lutego 1992 (20)        | Santos FC                |
| 12    | NA      | Hulk            | 25 lipca 1986 (26)        | FC Porto                 |
| 13    | OB      | Bruno Uvini     | 3 czerwca 1991 (21)       | São Paulo FC             |
| 14    | OB      | Danilo          | 15 lipca 1991 (21)        | FC Porto                 |
| 15    | OB      | Alex Sandro     | 26 stycznia 1991 (21)     | FC Porto                 |
| 16    | PO      | Ganso           | 12 października 1989 (22) | Santos FC                |
| 17    | NA      | Alexandre Pato  | 2 września 1989 (22)      | A.C. Milan               |
| 18    | BR      | Neto            | 19 lipca 1989 (23)        | ACF Fiorentina           |

### Egipt
Trener:  Hany Ramzy
| Numer | Pozycja | Imię i nazwisko     | Data urodzenia         | Klub                |
| ----- | ------- | ------------------- | ---------------------- | ------------------- |
| 1     | BR      | Ahmed El-Shenawy    | 14 maja 1991 (21)      | Zamalek SC          |
| 2     | OB      | Mahmoud Alaa        | 28 stycznia 1991 (21)  | Haras El-Hodood SC  |
| 3     | OB      | Ali Fathy           | 2 stycznia 1992 (20)   | El Mokawloon SC     |
| 4     | OB      | Omar Gaber          | 30 stycznia 1992 (20)  | Zamalek SC          |
| 5     | PO      | Mohamed Aboutreika  | 7 listopada 1978 (33)  | Al-Ahly Kair        |
| 6     | OB      | Ahmad Hidżazi       | 25 stycznia 1991 (21)  | ACF Fiorentina      |
| 7     | OB      | Ahmed Fathi         | 10 listopada 1984 (27) | Al-Ahly Kair        |
| 8     | PO      | Shehab El-Din Ahmed | 22 sierpnia 1990 (21)  | Al-Ahly Kair        |
| 9     | NA      | Marwan Mohsen       | 26 lutego 1989 (23)    | Petrojet FC         |
| 10    | NA      | Emad Motaeb         | 20 lutego 1983 (29)    | Al-Ahly Kair        |
| 11    | NA      | Mohamed Salah       | 15 czerwca 1992 (20)   | FC Basel            |
| 12    | OB      | Milo                | 1 listopada 1990 (21)  | Haras El-Hodood SC  |
| 13    | PO      | Salih Dżuma         | 1 sierpnia 1993 (18)   | ENPPI Club          |
| 14    | PO      | Hossam Hassan       | 30 kwietnia 1989 (23)  | Al-Masry Port Said  |
| 15    | PO      | Saad Samir          | 1 kwietnia 1989 (23)   | Al-Ahly Kair        |
| 16    | PO      | Ahmed Magdy         | 9 grudnia 1989 (22)    | Ghazl El-Mehalla    |
| 17    | PO      | Mohamed Elneny      | 11 lipca 1992 (20)     | El Mokawloon SC     |
| 18    | BR      | Mohamed Bassam      | 25 grudnia 1990 (21)   | Tala'ea El-Gaish SC |

### Białoruś
Trener:  Hieorhij Kandracjeu
| Numer | Pozycja | Imię i nazwisko         | Data urodzenia            | Klub                    |
| ----- | ------- | ----------------------- | ------------------------- | ----------------------- |
| 1     | BR      | Alaksandr Hutar         | 18 kwietnia 1989 (23)     | BATE Borysów            |
| 2     | PO      | Stanisłau Drahun        | 4 czerwca 1988 (24)       | Dynama Mińsk            |
| 3     | OB      | Ihar Kuźmianok          | 6 lipca 1990 (22)         | FK Homel                |
| 4     | OB      | Siarhiej Paliciewicz    | 9 kwietnia 1990 (22)      | Dynama Mińsk            |
| 5     | PO      | Dzmitryj Baha           | 4 stycznia 1990 (22)      | BATE Borysów            |
| 6     | OB      | Alaksiej Hauryłowicz    | 5 stycznia 1990 (22)      | Naftan Nowopołock       |
| 7     | OB      | Maksim Witus            | 11 lutego 1989 (23)       | Nioman Grodno           |
| 8     | NA      | Siarhiej Karnilenka     | 14 czerwca 1983 (29)      | Krylja Sowietow Samara  |
| 9     | NA      | Uładzimir Chwaszczynski | 10 maja 1990 (22)         | Dynama Brześć           |
| 10    | PO      | Renan Bressan           | 3 listopada 1988 (23)     | BATE Borysów            |
| 11    | NA      | Andrej Warankou         | 8 lutego 1989 (23)        | Metałurh Zaporoże       |
| 12    | PO      | Alaksiej Kazłou         | 11 lipca 1989 (23)        | Tarpieda-BiełAZ Żodzino |
| 13    | PO      | Illa Aleksijewicz       | 10 lutego 1991 (21)       | FK Homel                |
| 14    | NA      | Jahor Zubowicz          | 1 czerwca 1989 (23)       | Naftan Nowopołock       |
| 15    | PO      | Arciom Saławiej         | 1 listopada 1990 (20)     | Tarpieda-BiełAZ Żodzino |
| 16    | PO      | Michaił Hardziejczuk    | 23 października 1989 (22) | Biełszyna Bobrujsk      |
| 17    | OB      | Dzianis Palakou         | 17 kwietnia 1991 (21)     | BATE Borysów            |
| 18    | BR      | Andrej Szczarbakou      | 31 stycznia 1991 (21)     | BATE Borysów            |
| 19    | NA      | Maksim Skawysz          | 13 listopada 1989 (22)    | Biełszyna Bobrujsk      |

### Nowa Zelandia
Trener:  Neil Emblen
| Numer | Pozycja | Imię i nazwisko    | Data urodzenia            | Klub                      |
| ----- | ------- | ------------------ | ------------------------- | ------------------------- |
| 1     | BR      | Jake Gleeson       | 26 czerwca 1990 (22)      | Portland Timbers          |
| 2     | PO      | Tim Payne          | 10 stycznia 1994 (18)     | Blackburn Rovers F.C.     |
| 3     | OB      | Ian Hogg           | 15 grudnia 1989 (22)      | Auckland City FC          |
| 4     | OB      | Tim Myers          | 17 września 1990 (21)     | Waitakere United          |
| 5     | OB      | Tommy Smith        | 31 marca 1990 (22)        | Ipswich Town F.C.         |
| 6     | OB      | Ryan Nelsen        | 18 października 1977 (34) | Queens Park Rangers F.C.  |
| 7     | PO      | Kosta Barbarouses  | 19 lutego 1990 (22)       | Panathinaikos AO          |
| 8     | PO      | Michael McGlinchey | 7 stycznia 1987 (25)      | Central Coast Mariners FC |
| 9     | NA      | Shane Smeltz       | 29 września 1981 (30)     | Perth Glory FC            |
| 10    | NA      | Chris Wood         | 7 grudnia 1991 (20)       | West Bromwich Albion F.C. |
| 11    | NA      | Marco Rojas        | 5 listopada 1991 (20)     | Melbourne Victory FC      |
| 12    | OB      | Adam Thomas        | 1 kwietnia 1992 (20)      | WaiBOP United             |
| 13    | PO      | Alex Feneridis     | 13 listopada 1989 (22)    | Auckland City FC          |
| 14    | OB      | James Musa         | 1 kwietnia 1992 (20)      | Team Wellington           |
| 15    | PO      | Cameron Howieson   | 22 grudnia 1994 (17)      | Burnley F.C.              |
| 16    | NA      | Dakota Lucas       | 26 lipca 1991 (21)        | Hawke's Bay United FC     |
| 17    | PO      | Adam McGeorge      | 30 marca 1989 (23)        | Team Wellington           |
| 18    | BR      | Michael O’Keeffe   | 9 sierpnia 1990 (21)      | Fairfield Stags           |

## Grupa D

### Hiszpania
Trener:  Luis Milla
| Numer | Pozycja | Imię i nazwisko   | Data urodzenia        | Klub                     |
| ----- | ------- | ----------------- | --------------------- | ------------------------ |
| 1     | BR      | David de Gea      | 7 listopada 1990 (21) | Manchester United F.C.   |
| 2     | OB      | César Azpilicueta | 28 sierpnia 1989 (22) | Olympique Marsylia       |
| 3     | OB      | Álvaro Domínguez  | 16 maja 1989 (23)     | Borussia Mönchengladbach |
| 4     | PO      | Javi Martínez     | 2 września 1988 (23)  | Athletic Bilbao          |
| 5     | OB      | Iñigo Martínez    | 17 maja 1991 (21)     | Real Sociedad            |
| 6     | OB      | Jordi Alba        | 21 marca 1989 (23)    | FC Barcelona             |
| 7     | NA      | Adrián López      | 8 stycznia 1988 (24)  | Atlético Madryt          |
| 8     | NA      | Iker Muniain      | 19 grudnia 1992 (19)  | Athletic Bilbao          |
| 9     | NA      | Rodrigo Moreno    | 6 marca 1991 (21)     | SL Benfica               |
| 10    | PO      | Juan Mata         | 28 kwietnia 1988 (24) | Chelsea F.C.             |
| 11    | PO      | Koke              | 8 stycznia 1992 (20)  | Atlético Madryt          |
| 12    | OB      | Martín Montoya    | 14 kwietnia 1991 (21) | FC Barcelona             |
| 13    | OB      | Alberto Botía     | 27 stycznia 1989 (23) | Sporting Gijón           |
| 14    | PO      | Oriol Romeu       | 24 września 1991 (20) | Chelsea F.C.             |
| 15    | PO      | Isco              | 21 kwietnia 1992 (20) | Málaga CF                |
| 16    | NA      | Cristian Tello    | 11 sierpnia 1991 (20) | FC Barcelona             |
| 17    | PO      | Ander Herrera     | 30 marca 1989 (23)    | Athletic Bilbao          |
| 18    | BR      | Diego Mariño      | 9 maja 1990 (22)      | Villarreal CF            |

### Japonia
Trener:  Takashi Sekizuka
| Numer | Pozycja | Imię i nazwisko   | Data urodzenia           | Klub                     |
| ----- | ------- | ----------------- | ------------------------ | ------------------------ |
| 1     | BR      | Shūichi Gonda     | 3 marca 1989 (23)        | F.C. Tokyo               |
| 2     | OB      | Yūhei Tokunaga    | 25 września 1983 (28)    | F.C. Tokyo               |
| 3     | PO      | Takahiro Ōgihara  | 5 października 1991 (20) | Cerezo Osaka             |
| 4     | OB      | Hiroki Sakai      | 12 kwietnia 1990 (22)    | Hannover 96              |
| 5     | OB      | Maya Yoshida      | 24 sierpnia 1988 (23)    | VVV Venlo                |
| 6     | PO      | Taisuke Muramatsu | 16 grudnia 1989 (22)     | Shimizu S-Pulse          |
| 7     | NA      | Yūki Ōtsu         | 24 marca 1990 (22)       | Borussia Mönchengladbach |
| 8     | OB      | Kazuya Yamamura   | 2 grudnia 1989 (22)      | Kashima Antlers          |
| 9     | NA      | Ken’yū Sugimoto   | 18 listopada 1992 (19)   | Tokyo Verdy              |
| 10    | PO      | Keigo Higashi     | 20 lipca 1990 (22)       | Omiya Ardija             |
| 11    | NA      | Kensuke Nagai     | 5 marca 1989 (23)        | Nagoya Grampus           |
| 12    | OB      | Gōtoku Sakai      | 14 marca 1991 (21)       | VfB Stuttgart            |
| 13    | OB      | Daisuke Suzuki    | 29 stycznia 1990 (22)    | Albirex Niigata          |
| 14    | PO      | Takashi Usami     | 6 maja 1992 (20)         | TSG 1899 Hoffenheim      |
| 15    | NA      | Manabu Saitō      | 4 kwietnia 1990 (22)     | Yokohama F. Marinos      |
| 16    | PO      | Hotaru Yamaguchi  | 6 października 1990 (21) | Cerezo Osaka             |
| 17    | PO      | Hiroshi Kiyotake  | 12 listopada 1989 (22)   | 1. FC Nürnberg           |
| 18    | BR      | Shunsuke Andō     | 10 sierpnia 1990 (21)    | Kawasaki Frontale        |

### Honduras
Trener: Jorge Jiménez
| Numer | Pozycja | Imię i nazwisko | Data urodzenia            | Klub                   |
| ----- | ------- | --------------- | ------------------------- | ---------------------- |
| 1     | BR      | José Mendoza    | 21 lipca 1989 (23)        | CD Marathón            |
| 2     | OB      | Wilmer Crisanto | 24 czerwca 1989 (23)      | CD Victoria            |
| 3     | OB      | Maynor Figueroa | 2 maja 1983 (29)          | Wigan Athletic F.C.    |
| 4     | OB      | Hilder Colón    | 6 kwietnia 1989 (23)      | Real CD España         |
| 5     | OB      | David Velásquez | 8 grudnia 1989 (22)       | CD Victoria            |
| 6     | PO      | Arnold Peralta  | 29 marca 1989 (23)        | CDS Vida               |
| 7     | PO      | Mario Martínez  | 30 lipca 1989 (22)        | Real CD España         |
| 8     | PO      | Alfredo Mejía   | 3 kwietnia 1990 (22)      | FC Motagua             |
| 9     | NA      | Anthony Lozano  | 25 kwietnia 1993 (19)     | Valencia CF B          |
| 10    | PO      | Alexander López | 5 czerwca 1992 (20)       | CD Olimpia             |
| 11    | NA      | Jerry Bengtson  | 8 kwietnia 1987 (25)      | New England Revolution |
| 12    | OB      | Orlin Peralta   | 12 lutego 1990 (22)       | CDS Vida               |
| 13    | NA      | Eddie Hernández | 27 lutego 1991 (21)       | FC Motagua             |
| 14    | PO      | Andy Najar      | 16 marca 1993 (19)        | D.C. United            |
| 15    | PO      | Roger Espinoza  | 25 października 1986 (25) | Sporting Kansas City   |
| 16    | OB      | Johnny Leverón  | 7 lutego 1990 (22)        | FC Motagua             |
| 17    | PO      | Luis Garrido    | 5 listopada 1990 (21)     | CD Olimpia             |
| 18    | BR      | Francisco Reyes | 7 lutego 1990 (22)        | CD Olimpia             |

### Maroko
Trener:  Pim Verbeek
| Numer | Pozycja | Imię i nazwisko        | Data urodzenia            | Klub              |
| ----- | ------- | ---------------------- | ------------------------- | ----------------- |
| 1     | BR      | Mohamed Amsif          | 7 lutego 1989 (23)        | FC Augsburg       |
| 2     | OB      | Abdelatif Noussir      | 20 lutego 1990 (22)       | Maghreb Fez       |
| 3     | OB      | Mohamed Abarhoun       | 5 maja 1989 (23)          | Moghreb Tétouan   |
| 4     | OB      | Abdelhamid El Kaoutari | 17 marca 1990 (22)        | Montpellier HSC   |
| 5     | OB      | Zakarya Bergdich       | 7 stycznia 1989 (23)      | RC Lens           |
| 6     | OB      | Imad Najah             | 19 lutego 1991 (21)       | RKC Waalwijk      |
| 7     | PO      | Zakaria Labyad         | 9 marca 1993 (19)         | Sporting CP       |
| 8     | PO      | Driss Fettouhi         | 30 września 1989 (22)     | Istres FC         |
| 9     | NA      | Nordin Amrabat         | 31 marca 1987 (25)        | Galatasaray SK    |
| 10    | PO      | Abdelaziz Barrada      | 19 czerwca 1989 (23)      | Getafe CF         |
| 11    | NA      | Soufiane Bidaoui       | 20 kwietnia 1990 (20)     | Lierse SK         |
| 12    | PO      | Omar El Kaddouri       | 21 sierpnia 1990 (21)     | SSC Napoli        |
| 13    | OB      | Zouhair Feddal         | 20 lipca 1991 (21)        | RCD Espanyol B    |
| 14    | PO      | Houssine Kharja        | 9 listopada 1982 (29)     | Al-Arabi SC       |
| 15    | PO      | Rayan Frikeche         | 9 października 1991 (20)  | Angers SCO        |
| 16    | OB      | Yassine Jebbour        | 24 stycznia 1991 (21)     | Stade Rennais     |
| 17    | NA      | Soufian El Hassnaoui   | 28 października 1989 (22) | De Graafschap     |
| 18    | BR      | Yassine Bounou         | 5 kwietnia 1991 (21)      | Atlético Madryt B |